# Radula voluta
Radula voluta là một loài rêu trong họ Radulaceae. Loài này được Taylor mô tả khoa học đầu tiên.